# Les Humanoïdes
Les Humanoïdes (titre original anglais The Humanoids) est un roman de science-fiction de l’auteur américain Jack Williamson paru en 1948.

## Présentation et historique de l’œuvre
Les Humanoïdes de Jack Williamson est un roman de science-fiction divisé en vingt-neuf chapitres. Il est dédié à John W. Campbell, le célèbre éditeur américain de science-fiction et directeur à l’époque de la revue Astounding Science Fiction. C’est dans ce magazine que paraît originellement le roman sous le titre And Searching Mind. Le changement de titre intervint à la sortie du roman en librairie. 
En 1980, Jack Williamson a donné à son roman une suite intitulée The Humanoid Touch qui est restée inédite en français.
Traduit en français dès 1950, Les Humanoïdes fait partie des romans de l’âge d'or de la science-fiction américaine à parvenir en France. Publié chez Stock, il paraît dans une collection baptisée Science-fiction dont il constitue le premier volume et qui restera sans suite.

## Résumé
Les Humanoïdes sont des robots anthropomorphes et parfaits sous tous rapports ayant pour seul objectif de protéger l’Homme contre ce qui le menace, y compris lui-même. Infaillibles et indestructibles, ils ont pour seule devise : « Servir, obéir et protéger l’homme de tout mal ». À cet effet, ils sillonnent l’univers en imposant aux Humains leur conception programmée du bonheur afin de les protéger de leur propre agressivité.
Alors qu’il travaille à un projet ultrasecret de fusée rhodo-magnétique interstellaire orbicide, l’astrophysicien Clay Forester tente d’échapper à l’emprise des Humanoïdes, auxquels il reproche de priver l’humanité de toute liberté individuelle et d'imposer un monde désormais sans risque et sans saveur conduisant à un ennui débilitant et mortel.

## Personnages principaux
Les personnages sont classés dans l’ordre alphabétique des patronymes : 	 	 
- Armstrong, technicien de l’observatoire Starmont ;
- Jane Carter, jeune fille douée de pouvoirs parapsychiques ;
- Dodge, assistant d’Armstrong ;
- Ford le Veinard, ancien jour professionnel, doué de télékinésie ;
- Docteur Clay Forester, scientifique de renom ;
- Ruth Forester, née Cleveland, épouse de Clay Forester ;
- Graystone le Grand, ancien magicien professionnel, doué de télépathie ;
- Mason Horn, espion galactique du monde du docteur Forester ;
- Frank Ironsmith, mathématicien, collaborateur du docteur Forester ;
- Warren Mansfield, scientifique, inventeur des robot humanoïdes ;
- Ash Overstreet, voyant extra-temporel ;
- Docteur Pitcher, médecin traitant de Clay Forester ;
- Mark White, philosophe, résistant, homme doué de pouvoirs parapsychiques.

## Critiques spécialisées
Ce roman a longtemps été considéré comme un chef-d’œuvre du genre, mais il est considéré par certains critiques d’aujourd’hui comme passablement démodé. Par exemple, Jacques Sadoul :

« C’est sur cette fin très pessimiste que s’achève ce roman qui fut longtemps considéré comme un des chefs-d’œuvre du genre et m’avait paru tel lorsque je l’avais lu pour la première fois vers 1950, mais qui n’a pas résisté à une récente seconde lecture »

Ou encore, Francis Valéry :

« Dans un style qui est celui de l’époque et qui demande un peu d’indulgence de la part du lecteur d’aujourd’hui, cette intéressante « histoire de robots » pose le problème du difficile équilibre entre les choix individuels (liberté et prise de risque) et collectifs (sécurité). »

## Éditions françaises
Le roman Les Humanoïdes de Jack Williamson, traduit de l’américain par Philippe Sterne, a connu différentes éditions françaises :
- Stock, coll. « Science-fiction », 1950 ;
- Stock, coll. « Stock évasion », no 2, 1971 ;
- Edito-Service, coll. « Les Chefs-d'œuvre de la science-fiction », 1974 ;
- Librairie Générale Française, coll. « Le Livre de poche - Science-fiction », no 7003, 1977 ;
- Presses Pocket, coll. « Science-fiction », no 5284, 1988.
- Terre de brume, coll. Poussière d'étoiles, 2009